# UT Health Science Center à Houston
L'Université du Texas Health Science Center à Houston (UTHealth) est une formation médicale de premier plan et un institut de recherche biomédicale créé en 1972 par le Conseil des gouverneurs pour les Universités du Texas. UTHealth est situé dans le Centre médical du Texas, considéré comme le plus grand centre médical dans le monde. Il est composé de six écoles:. UTHealth École de médecine de l'Université du Texas École supérieure des sciences biomédicales, UTHealth School of Dentistry, UTHealth école des soins infirmiers, UTHealth école d'informatique biomédicale, et UTHealth School of Public Health. UTHealth gère également le Centre psychiatrique du comté de Harris. La Faculté UTHealth a joué un rôle de pionnier de l'utilisation de l'activateur tissulaire du plasminogène et le développement de la vie.

## UTHealth
L'Université du Texas Health Science Center à Houston (UTHealth) a été créée en 1972 comme l'université de la santé de Houston. Le centre universitaire de santé le plus complet de la région du Golfe des États-Unis, UTHealth est le foyer de l'école de l'informatique biomédicale, les sciences biomédicales, la dentisterie, la médecine, les soins infirmiers et la santé publique.  Il comprend également le Centre psychiatrique du comté de Harris (CPPH) et un nombre croissant de cliniques dans toute la région.
En 2013, UTHealth disposait d'un budget d'exploitation de 1,07 milliard de dollars, 221,9 millions en dépenses de recherche, et a reçu 1 382 558 visites de patients. L'université s'étend sur 380 902 m2, dans plus de 75 bâtiments et  installations. Depuis la création de l'université en 1972, 36 241 étudiants ont obtenu leur diplôme.

## Universités
UTHealth est un centre de sciences de la santé qui offre des programmes de 18 degrés. Il est composé de six écoles situées à Houston, une école de santé publique et des établissements régionaux à travers le Texas. Le Président de UTHealth est Giuseppe N. Colasurdo, MD.

### École de médecine
La sixième école de médecine aux États-Unis, la faculté de médecine a été créée par l'Université du Texas Board of Regents en 1969. L'école a formé plus de 6 000 médecins. L'école est divisée en 24 départements et divers centres de recherche spécialisés. Deux hôpitaux d'enseignement de l'école primaire sont Memorial Hermann - Texas Medical Center et l'hôpital général de LBJ. L'actuel doyen de la faculté de médecine est Giuseppe N. Colasurdo, MD.
Les étudiants en médecine travaillent au sein de grandes institutions :
- Memorial Hermann Healthcare System
- The University of Texas M. D. Anderson Cancer Center
- TIRR Memorial Hermann
- The Texas Heart Institute
- Harris Health System - Lyndon B. Johnson General Hospital
- Harris County Psychiatric Center (HCPC)

### École doctorale de Sciences biomédicales
En 1962, il y a eu un mouvement, alors dirigé par UT MD Anderson Hospital président, R. Lee Clark, MD, à établir l'Université du Texas École doctorale de Sciences Biomédicales à Houston. À cette époque, il y avait 13 étudiants avec des chercheurs de l'UT MD Anderson qui ont été inscrits par l'Université du Texas à Austin. Six scientifiques de MD Anderson étaient membres spéciaux, et quatre étudiants ont été associés à la Faculté à Austin Graduate School. L'École supérieure des sciences biomédicales a été créée le 11 juin 1963, et activée par le Conseil des gouverneurs de l'Université du Texas, le 28 septembre 1963.
Après une recherche nationale de deux ans pour recruter un scientifique exceptionnel en tant que doyen de la nouvelle école, Paul A. Weiss, Ph.D. a été choisi. Au moment de sa nomination, il était GSBS 66 et avait pris sa retraite de l'Institut Rockefeller. Le programme d'études supérieures Rockefeller, où le programme était interdisciplinaire, était le prototype pour le régime du Dr Weiss pour le programme. Cette tradition a été partie intégrante de la mission de l'GSBS. Actuellement, les doyens de l'école sont Michael Blackburn, Ph.D. et Michelle Barton, Ph.D.

### Faculté de médecine dentaire
Depuis sa fondation en 1905, l'École de médecine dentaire a formé plus de 6 000 dentistes, 1 850 hygiénistes dentaires et près de 1 500 spécialistes post-universitaires. Actuellement, l'école dispose de 10 programmes accrédités: DDS, l'hygiène dentaire, deux programmes de résidence généraux de soins primaires et six programmes de spécialité en dentisterie pédiatrique, endodontie, chirurgie buccale et maxillo-faciale, prothèse, parodontologie et orthodontie. L'école propose également un D.D.S. / Ph.D. en collaboration avec l'École supérieure des sciences biomédicales UT, et un certificat en chirurgie buccale et maxillo-faciale pour les médecins à l'école médicale UTHealth. L'actuel doyen de la faculté de médecine dentaire est John A. Valenza, DDS.
Les élèves acquièrent des compétences cliniques dans les cliniques sur place, les hôpitaux affiliés et grâce à des projets de sensibilisation de la communauté. L'école a des affiliations avec neuf hôpitaux, 48 sites Houston Independent School District et plus de 30 cliniques, les organismes communautaires et les centres de soins de santé à long terme. Étant la seule école dentaire dans le sud du Texas, l'École de médecine dentaire est une source de qualité des soins de santé bucco-dentaire pour les familles à faible revenu, traditionnellement mal desservies, et pour les patients ayant des besoins spéciaux. 
Parmi les hôpitaux affiliés sont: 
- Memorial Hermann Healthcare System
- The University of Texas M. D. Anderson Cancer Center
- Lyndon B. Johnson General Hospital
- Ben Taub General Hospital
- Michael E. DeBakey VA Medical Center

### École des sciences infirmieres
Fondée en 1972, l'École des sciences infirmières est classée dans le top cinq des programmes de soins infirmiers diplômés dans le pays et est le plus haut rang dans le Texas. L'école UTHealth des sciences infirmières offre des programmes : baccalauréat en sciences infirmières, Master en sciences infirmières, docteur en philosophie en soins infirmiers, ou doctorat en pratique des soins infirmiers. L'école offre également une grande variété de possibilités dans lesquelles les étudiants et les professeurs peuvent étudier, participer à la recherche et pratique clinique. Avec plus de 1 100 étudiants actuellement inscrits, l'école de soins infirmiers  UTHealth a une moyenne de 185 nouvelles infirmières et infirmières et 130 diplômés des études supérieures chaque année. Plus de 9 170 infirmiers ont obtenu leur diplôme depuis 1972. Le doyen de l'école d'infirmiers est Patricia L. Starck, DSN, RN. L'École de Centre communautaire des étudiants en soins infirmiers, qui a ouvert en 2004, fut le premier bâtiment Système UT avec la certification LEED Or pour la durabilité. L'établissement a reçu 11 prix de design architectural.

### École de santé publique
À la suite de l'autorisation en 1947, la législature de l'État du Texas a alloué des fonds pour l'école de santé publique en 1967. La première classe a été créée à l'automne 1969. Le campus principal de l'école est située à Houston dans le Texas Medical Center. En réponse à la nécessité de l'éducation de la santé publique  dans d'autres zones géographiques de l'État, l'École de santé publique a établi des campus régionaux à San Antonio (1979), El Paso (1992), Dallas (1998), Brownsville (2000), et Austin (2007). Chaque campus a été créé pour répondre à la formation en santé publique et les besoins de la recherche de leur communauté. Les campus régionaux ont leur propre faculté de résident et cours. L'école dispose de quatre divisions académiques: biostatistique; Épidémiologie, génétique humaine et des sciences de l'environnement; Promotion de la santé et des sciences du comportement; et de la gestion, de la politique et de la santé communautaire; ainsi que 13 centres de recherche. L'École de la santé publique a le programme de doctorat de premier rang en matière de promotion / éducation à la santé.
L'école propose un enseignement de troisième cycle pour les carrières de la santé publique. Le campus principal à Houston propose quatre programmes de diplôme: MPH, Dr.PH, MS et d'un doctorat Les campus régionaux un niveau du doctorat à des personnes éloignées de Houston. Cela permet professeurs et les étudiants de cibler les questions de santé publique présentant un intérêt particulier pour les communautés dans lesquelles ils se trouvent. En août 2011, les diplômés de l'École de santé publique étaient plus de 6000. L'école est accréditée par le Conseil sur l'éducation pour la santé publique (CEPH) et l'université accréditée par l'Association sud de collèges et écoles (SACS). Le doyen actuel est Roberta B. Ness, MD, MPH.

### École d'informatique biomédicale
L'école d'informatique biomédicale, anciennement connue sous le nom de l'École de sciences de l'information de santé, a été fondée en 1972 comme l'École des sciences paramédicales.Elle est le plus récente des six écoles de UTHealth. En 1992, UTHealth se concentre sur les études supérieures en sciences de la santé. En 1997, l'école a créé le Département d'informatique de la santé et un Master of Science en informatique de la santé. En 2001, le nom de l'école a été changé à l'École des sciences de l'information de santé, qui englobe les professeurs et les étudiants du département. L'école offre un Master of Science en informatique de la santé, un doctorat en informatique de la santé et un programme de certificat en informatique de santé pour les étudiants non-diplômants. En 2010, l'école a subi un autre changement de nom et est devenu l'École d'informatique biomédicale. Il offre actuellement des programmes de certificat en informatique de la santé, un Master of Science en informatique de la santé avec deux pistes: une piste de recherche traditionnelle et une piste de l'informatique de la santé appliquées, un doctorat en informatique de la santé et des programmes à double-diplôme avec l'École de santé publique. Le doyen actuel est Jiajie Zhang, Ph.D..

## Faculté

### Les personnalités
Pendant son séjour à l'université, en 1998, Ferid Murad a reçu le Prix Nobel de physiologie ou médecine pour ses recherches sur l'oxyde nitrique comme molécule de signalisation dans le système cardio-vasculaire. Deux professeurs ont été les lauréats du Prix Prince Mahidol de Médecine: Palmer Beasley, MD (1999) et Stanley Schultz, MD (2006). 
Il y a un certain nombre d'autres professeurs distingués, notamment :
5 membres de l'Association Américaine pour l'Avancement de la Science : L. Maximilian Buja, M.D; John H. Byrne, Ph.D; Kathleen Gibson, Ph.D; Irma Gigli, M.D.; Jerry Wolinsky, M.D.
3 membres de l'Institut de Médecine : Irma Gigli, M.D.; Roberta Ness, M.D., M.P.H; James T. Willerson, M.D.
2 membres de l'Académie américaine des Arts et Sciences : Irma Gigli, M.D.; John L. Spudich, Ph.D.
13 membres de l'Académie américaine des sciences infirmiers
- Mara Baun, DNSc, RN
- Susan Benedict, DSN, CRNA
- Nancy Bergstrom, Ph.D., RN
- Deanna Grimes, Dr.PH, RN
- Sandra Hanneman, Ph.D., RN
- Joanne Hickey, Ph.D., RN
- Duck-Hee Kang, Ph.D., RN
- Thomas Mackey, Ph.D., RN
- Marianne Marcus, Ed.D., RN
- Janet Meininger, Ph.D., RN
- Susan D. Ruppert, Ph.D., RN
- Patricia L. Starck, DSN, RN
- Geri Wood, Ph.D., RN

### Centres et instituts de recherche
(juin 2014).
UTHealth comprend six écoles et plusieurs centres et instituts dont le travail s'harmonise avec la mission de l'université de l'éducation, de la recherche et les soins cliniques
École de Médecine
- Brown Foundation Institute of Molecular Medicine for the Prevention of Human Diseases
- Center for Cardiovascular Biology and Atherosclerosis Research
- Center for Clinical Research & Evidence-Based Medicine
- Center for Human Development Research
- Center for Membrane Biology
- Center for Neurobehavioral Research on Addiction
- Center for Translational Injury Research
- Center of Excellence on Mood Disorders
- Children's Learning Institute
- John P. McGovern, MD, Center for Humanities and Ethics
- John Ritter Research Program in Aortic and Vascular Diseases
- Keck Center for the Neurobiology of Learning and Memory
- Neuroscience Research Center
- Structural Biology Research Center
- Surgical and Clinical Skills Center
- Trauma Research Center
- Weatherhead PET Imaging Center

École d'informatique biomédicale
- Centre pour la biosécurité et l'informatique de recherche en santé publique

École des Dentistes
- Houston Center for Biomaterials and Biomimetics

École d’infirmières
- Center for Nursing Research
- Center for Substance Abuse Education and Research
- Center on Aging

École de santé publique
- Center for Health Promotion & Prevention Research
- Center for Health Services Research
- Center for Infectious Diseases
- Center for Innovation Generation
- Coordinating Center for Clinical Trials
- George McMillan Fleming Center for Healthcare Management
- Hispanic Health Disparities Research Center
- Hispanic Health Research Center
- Human Genetics Center
- Institute for Health Policy
- Michael & Susan Dell Center for Healthy Living
- Southwest Center for Occupational & Environmental Health
- Texas Public Health Training Center
- The University of Texas Prevention Research Center

Graduate School of Biomedical Sciences at Houston
- Les étudiants et les professeurs Graduate School collaborent avec les Centres et Instituts de cinq autres écoles ainsi que The University of Texas M. D. Anderson Cancer Center

Université
- Center for Clinical and Translational Sciences
- Center for Laboratory Animal Medicine & Care
- Consortium on Aging

Collaboration des centres de recherche et instituts
- Center for Advanced Biomedical Imaging
- Center for Biomedical Engineering
- Gulf Coast Consortia
- Mischer Neuroscience Institute
- Texas Medical Center Digestive Diseases Center
- Texas Trauma Institute

### Logements universitaires
L'université possède deux propriétés de logement des étudiants, 7900 et 1885 Cambridge El Paseo. Le logement étudiant sur Cambridge, un complexe de deux étages, a été construit en 1982 et comprend le Centre de développement de l'enfant. Le logement étudiant sur El Paseo, un complexe de quatre étages, a été construit en 2005.
Résidents mineurs à charge des deux complexes sont zonés à Houston Independent School District. Les résidents des deux complexes sont zonées pour Whidby Elementary School, Cullen Middle School et Lamar High School.